# Krettnichit
Krettnichit ist ein sehr selten vorkommendes Mineral aus der Mineralklasse der „Phosphate, Arsenate und Vanadate“. Er kristallisiert im monoklinen Kristallsystem mit der chemischen Zusammensetzung PbMn3+2(VO4)2(OH)2 und ist damit chemisch gesehen ein Blei-Mangan-Vanadat mit zwei Hydroxidionen.
Krettnichit entwickelt an seiner Typlokalität radiale Aggregate von maximal 3 cm Durchmesser, die aus tafeligen Kristallen von bis zu 1 mm Größe bestehen. Die Typlokalität des Minerals sind Bergbauhalden bei Krettnich südöstlich von Stadt Wadern im Landkreis Merzig-Wadern im nördlichen Saarland, wo er in Hohlräumen im Material aus einem hydrothermalen Manganit-Quarz-Gang vorkam.

## Etymologie und Geschichte
Bereits im Jahre 1982 wurde aus Krettnich ein „unbekanntes Pb-Mn-Vanadat“ beschrieben und ein Röntgenbeugungsdiagramm veröffentlicht, eine vollständige Charakterisierung und eine Beschreibung als neues Mineral ist damals aber unterblieben. Aber erst im Mai 1996 wurde am Rande einer alten Pinge neues Material des unbekannten Pb-Mn-Vanadats gefunden. Die Mineralsammler Hartmut Hensel (Neustadt an der Weinstraße), Klaus Schäfer (Idar-Oberstein) und Thomas Raber (Neunkirchen/Saar) stellten Proben dieses Materials zur Verfügung, welche der schweizerisch-australischen Mineraloge Joël Brugger Ende 1997 als neuen Vertreter der Tsumcoritgruppe identifizierte. Nach den erforderlichen weiteren umfangreichen Untersuchungen wurde die neue Phase der International Mineralogical Association (IMA) vorgelegt, die sie im Jahre 1998 mit der IMA-Nummer „1998-044“ als neues Mineral anerkannte. Im Jahre 2001 wurde das Mineral von einem internationalen Wissenschaftlerteam um Joël Brugger sowie Thomas Armbruster, Alan Criddle, Peter Berlepsch, Stefan Graeser und Shane Reeves im internationalen Wissenschaftsmagazin „European Journal of Mineralogy“ unter dem Namen Krettnichit als Mn3+-Analogon von Mounanait beschrieben. Die Autoren benannten das Mineral nach seiner Typlokalität.
Das Typmaterial für Krettnichit (Typstufe) wird unter der Katalognummer MGL 65317 in der „Sammlung des Musée cantonal de géologie de Lausanne“ in Lausanne in der Schweiz aufbewahrt. Das polierte Material von der Typstufe (Anschliff) befindet sich im Natural History Museum in London, Vereinigtes Königreich.

## Klassifikation
Die aktuelle Klassifikation der International Mineralogical Association (IMA) zählt den Krettnichit zur Tsumcoritgruppe mit der allgemeinen Formel Me(1)Me(2)2(XO4)2(OH,H2O)2, in der Me(1), Me(2) und X unterschiedliche Positionen in der Struktur der Minerale der Tsumcoritgruppe mit Me(1) = Pb2+, Ca2+, Na+, K+ und Bi3+; Me(2) = Fe3+, Mn3+, Cu2+, Zn2+, Co2+, Ni2+, Mg2+ und Al3+ und X = As5+, P5+, V5+ und S6+ repräsentieren. Zur Tsumcoritgruppe gehören neben Krettnichit noch Cabalzarit, Cobaltlotharmeyerit, Cobalttsumcorit, Ferrilotharmeyerit, Gartrellit, Helmutwinklerit, Kaliochalcit, Lotharmeyerit, Lukrahnit, Manganlotharmeyerit, Mawbyit, Mounanait, Natrochalcit, Nickellotharmeyerit, Nickelschneebergit, Nickeltsumcorit, Phosphogartrellit, Rappoldit, Schneebergit, Thometzekit, Tsumcorit, Yancowinnait und Zinkgartrellit.
Da der Krettnichit erst 1998 als eigenständiges Mineral anerkannt wurde, ist er in der seit 1977 veralteten 8. Auflage der Mineralsystematik nach Strunz noch nicht verzeichnet. Einzig im Lapis-Mineralienverzeichnis nach Stefan Weiß, das sich aus Rücksicht auf private Sammler und institutionelle Sammlungen noch nach dieser alten Form der Systematik von Karl Hugo Strunz richtet, erhielt das Mineral die System- und Mineral-Nr. VII/C.31-74. In der „Lapis-Systematik“ entspricht dies der Klasse der „Phosphate, Arsenate und Vanadate“ und dort der Abteilung „Wasserhaltige Phosphate, ohne fremde Anionen“, wo Krettnichit zusammen mit Cabalzarit, Cobaltlotharmeyerit, Cobalttsumcorit, Ferrilotharmeyerit, Gartrellit, Helmutwinklerit, Lotharmeyerit, Lukrahnit, Manganlotharmeyerit, Mawbyit, Mounanait, Nickellotharmeyerit, Nickelschneebergit, Nickeltsumcorit, Phosphogartrellit, Rappoldit, Schneebergit, Thometzekit, Tsumcorit, Yancowinnait und Zinkgartrellit die „Tsumcorit-Gartrellit-Gruppe“ bildet (Stand 2018).
Die seit 2001 gültige und von der International Mineralogical Association (IMA) bis 2009 aktualisierte 9. Auflage der Strunz’schen Mineralsystematik ordnet den Krettnichit ebenfalls in die Abteilung der „Phosphate usw. ohne zusätzliche Anionen; mit H2O“ ein. Diese ist allerdings weiter unterteilt nach der relativen Größe der beteiligten Kationen und dem Stoffmengenverhältnis von Phosphat-, Arsenat- bzw. Vanadat-Komplex zum Kristallwassergehalt, so dass das Mineral entsprechend seiner Zusammensetzung in der Unterabteilung „Mit großen und mittelgroßen Kationen; RO4 : H2O = 1 : 1“ zu finden ist, wo es zusammen mit Cabalzarit, Cobaltlotharmeyerit, Cobalttsumcorit, Ferrilotharmeyerit, Lotharmeyerit, Manganlotharmeyerit, Mawbyit, Mounanait, Nickellotharmeyerit, Nickelschneebergit, Schneebergit, Thometzekit und Tsumcorit die „Tsumcoritgruppe“ mit der System-Nr. 8.CG.15 bildet.
Auch die vorwiegend im englischen Sprachraum gebräuchliche Systematik der Minerale nach Dana ordnet den Krettnichit in die Klasse der „Phosphate, Arsenate und Vanadate“ und dort in die Abteilung der „Wasserfreie Phosphate etc., mit Hydroxyl oder Halogen“ ein. Hier ist er zusammen mit Mounanait in der „Mounanaitgruppe“ mit der System-Nr. 41.10.07 innerhalb der Unterabteilung „Wasserfreie Phosphate etc., mit Hydroxyl oder Halogen mit (A2+B2+)3(XO4)2Zq“ zu finden.

## Chemismus
Vierundzwanzig Mikrosondenanalysen an Fe3+-freiem Krettnichit ergaben Mittelwerte von 34,65 % PbO; 0,42 % CaO; 1,40 % SrO; 0,55 % BaO; 2,32 % CoO; 0,04 % NiO; 0,44 % CuO; 23,29 % MnO; 30,38 % V2O5; 2,36 % As2O5 und 3,33 % H2O (berechnet) sowie kleinere Mengen Fe2O3 (< 0,05 Gew.-%) und Al2O3 (< 0,03 Gew.-%). Auf der Basis von zehn Sauerstoffatomen errechnete sich aus ihnen die empirische Formel (Pb0,83Co0,17Sr0,08Ca0,06Ba0,03Cu0,03)Σ=1,20(Mn1,73Fe0,09)Σ=1,82[(V1,86As0,14)O4]1,97(OH)2,23, welche zu PbMn3+2(VO4)2(OH)2 idealisiert wurde.
Theoretisch ist in den Mineralen der Tsumcoritgruppe gemäß der gekoppelten Substitution [VI]Me3+(OH)−  ↔  [VI]Me2+(H2O) die Anwesenheit von sowohl Hydroxid-Ionen als auch Wassermolekülen möglich. Da aber im Krettnichit auf der Me(2)-Position nur dreiwertige Kationen sitzen, wird die O(1)-Position exklusiv durch (OH)−-Gruppen eingenommen, eine Substitution durch Wassermoleküle (H2O) ist daher nicht erforderlich.
Krettnichit stellt das Mn3+-dominante Analogon zum Fe3+-dominierten Mounanait dar. Krettnichit und Mounanait sind die beiden einzigen Vanadate innerhalb der Tsumcoritgruppe.

## Kristallstruktur

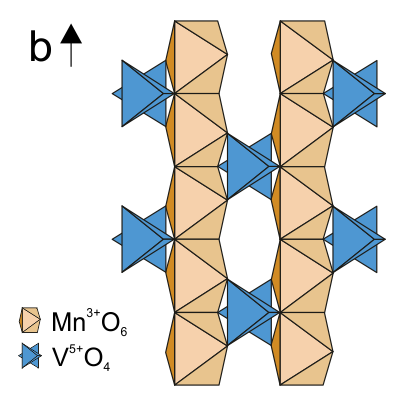
Kristallstruktur von Krettnichit. Projektion in Richtung (104).

Krettnichit kristallisiert im monoklinen Kristallsystem in der Raumgruppe C2/m (Raumgruppen-Nr. 12) mit den Gitterparametern a = 9,275 Å; b = 6,284 Å; c = 7,682 Å und β = 117,97° sowie zwei Formeleinheiten pro Elementarzelle.
Die Kristallstruktur des Krettnichits besteht aus Mn3+O6-Koordinationsoktaedern, die über gemeinsame Kanten zu Ketten parallel [010] verknüpft sind. VO4-Tetraeder mit gemeinsamen Ecken verbinden diese Ketten, wodurch parallel zur a-b-Fläche liegende Schichten entstehen. Die Schichten werden durch Wasserstoffbrückenbindungen und durch Pb[6+2]-Atome verbunden. Mn auf der Me(2)-Position ist oktaedrisch koordiniert, die Mn3+O6-Oktaeder sind durch den Jahn-Teller-Effekt deutlich verzerrt (vergleiche dazu die nebenstehenden Abbildungen zur Kristallstruktur).
Krettnichit ist isotyp (isostrukturell) zu jenen monoklinen Mineralen der Tsumcoritgruppe, die in der Raumgruppe C2/m (Raumgruppen-Nr. 12) kristallisieren. Dazu zählen neben Cabalzarit, Cobaltlotharmeyerit, Cobalttsumcorit, Ferrilotharmeyerit, Lotharmeyerit, Manganlotharmeyerit, Mawbyit, Mounanait, Nickellotharmeyerit, Nickelschneebergit, Nickeltsumcorit, Schneebergit, Thometzekit und Tsumcorit auch Natrochalcit und Kaliochalcit.

## Eigenschaften

### Morphologie
Krettnichit entwickelt an seiner Typlokalität im massiven Manganiterz sitzende radiale Aggregate bis zu 3 cm Durchmesser, die aus tafelig-plattigen Kristallen mit {001} als tragender Form bestehen. In Hohlräumen bildet er winzige Kriställchen bis zu höchstens 1 mm Größe. Dabei sind nadelige und prismatische, schwarze Kristalle von bräunlichen Kristallen mit pseudorhomboedrischem Habitus zu unterscheiden. An den häufig polysynthetisch mit (001) als Zwillingsfläche verzwillingten Kristallen werden neben dem Basispinakoid {001} die Prismen {111}, {332} und {331} beobachtet (vergleiche die nebenstehende Kristallzeichnung). Die nadeligen Kristalle scheinen lediglich aus {001} und einem Prisma {hk0} zu bestehen. Weissenberg-Aufnahmen zeigen jedoch, dass diese „Kristalle“ aus komplexen Aggregaten zusammengesetzt sind.
Verbreitet sind epitaktische Verwachsungen von Krettnichit mit Brackebuschit, wobei die b-Achse von Brackebuschit parallel zur b-Achse von Krettnichit orientiert ist. Die b-Achse [010] ist die Richtung der oktaedrischen Ketten sowohl im Brackebuschit als auch im Krettnichit. Aus diesem Grund ist die Epitaxie zwischen der (102)-Fläche der Brackebuschit-Kristalle und der (201)-Fläche des Krettnichit entwickelt.

### Physikalische und chemische Eigenschaften
Die Kristalle des Krettnichits sind bräunlich oder schwarz, ihre Strichfarbe ist dagegen immer braun. Charakteristisch sind orangerote Innenreflexe. Die Oberflächen der nur in dünnen Splittern durchsichtigen, ansonsten opaken Kristalle weisen einen diamantartigen Glanz auf, was gut mit den Werten für die Lichtbrechung übereinstimmt. An den Kristallen des Krettnichits wurden sehr hohe Werte für die Lichtbrechung (nα = 2,210; nγ = 2,390) und ein sehr hoher Wert für die Doppelbrechung (δ = 0,180) identifiziert. Unter dem Mikroskop ist das Mineral im auffallenden (reflektierten) Licht rötlichbraun und weist neben einer deutlichen Bireflektanz einen schwachen Pleochroismus von sehr hellgrau nach hell bräunlichgrau auf. Bei gekreuzten Polaren zeigt das Mineral eine starke Anisotropie mit moderaten Rotationsfarben in nicht besonders auffallenden Schattierungen von dunkel metallischblau über heller blaugrau, silberfarben nach hell purpur-braungrau.
Krettnichit besitzt eine sehr vollkommene Spaltbarkeit nach {001}. Angaben zu Tenazität und Bruch fehlen. Mit einer Mohshärte von 4,5 gehört das Mineral zu den mittelharten Mineralen, steht damit zwischen den Referenzmineralen Fluorit (Härte 4) und Apatit (Härte 5) und lässt sich wie diese mehr (Fluorit) oder weniger (Apatit) leicht mit dem Taschenmesser ritzen. Die Vickershärte VHN100 wurde mit 266–287 kg/mm2 senkrecht zu (001) und mit 306–383 g/mm2 parallel dazu bestimmt. Die berechnete Dichte für Krettnichit beträgt 4,51–4,81 g/cm³. Das Mineral fluoresziert weder im lang- oder im kurzwelligen UV-Licht.
Krettnichit ist in alkalischen Lösungen potentiell instabil und ist empfindlich gegenüber Laugen.

## Bildung und Fundorte
Krettnichit bildet sich an seiner Typlokalität anders als nahezu alle Vertreter der Tsumcoritgruppe nicht in der Oxidationszone von polymetallischen Buntmetall-Lagerstätten, sondern in einem hydrothermalen, hauptsächlich aus Manganit und Quarz bestehenden Erzgang. Krettnichit repräsentiert hier kein Alterationsprodukt und entstand auch nicht während einer späten Remobilisationsphase, sondern stellt ein primäres Mineral dar, welches während der letzten Stadien der hydrothermalen Gangbildung entstand.
Die Typlokalität des Krettnichits sind Bergbauhalden bei Krettnich südöstlich von Stadt Wadern im Landkreis Merzig-Wadern im nördlichen Saarland. Sie gehören zu einer Manganerzlagerstätte, die von Mitte des 18. bis Anfang des 20. Jahrhunderts in Abbau stand und u. a. über den „Johannschacht“ und den „Jakobsstollen“ erschlossen worden ist. Parageneseminerale des hier in Hohlräumen im Gangmaterial auftretenden Krettnichits sind Manganit, Quarz, Baryt, Ankerit, calciumhaltiger Mottramit, bariumhaltiger Brackebuschit sowie Cu-Co-haltiger Pyrobelonit.
Die Krettnicher Lagerstätte bildete sich während der Interaktion von aszendenten, reduzierenden, metallreichen (Mn, Fe, Ba, Cu, Pb) Lösungen mit sauerstoffreichen diagenetischen Wässern aus den porösen permzeitlichen Konglomeraten („Oberrotliegend-Fanglomerate“). Infolge der herrschenden Eh-pH-Bedingungen schieden sich Mangan-Oxide und -hydroxide ab, während Eisen in der Lösung verblieb. Mottramit und Krettnichit kristallisierten zusammen mit den Haupterzmineralen auf dem Höhepunkt des hydrothermalen Ereignisses. Während Mottramit im gesamten Bereich des Ganges angetroffen worden ist, fand sich Krettnichit lediglich in dessen Zentralbereich. Das Vanadium stammt wahrscheinlich aus dem permzeitlichen Nebengestein (Red-Bed-Sedimente).
Als sehr seltene Mineralbildung konnte Krettnichit bisher (Stand 2018) erst von drei Fundstellen beschrieben werden. Neben der Typlokalität bei Krettnich sind dies die „Grube Fianel“ im zur Gemeinde Ferrera GR gehörenden Ausserferrera im Ferreratal, Hinterrheintal, Graubünden in der Schweiz sowie das Gebiet „Fuchsalm-Fuchssee“ westnordwestlich von Tweng im Taurachtal, Lungau, Salzburg, Österreich.

## Verwendung
Aufgrund seiner Seltenheit ist Krettnichit eine nur für den Mineralsammler interessante Mineralspezies.